# Robertson Stadium
Das John O’Quinn Field at Corbin J. Robertson Stadium (kurz: Robertson Stadium) war ein College-Football-Stadion in der US-amerikanischen Stadt Houston im Bundesstaat Texas. Es befand sich auf dem Campus der University of Houston. Die Anlage diente hauptsächlich als Spielstätte der Houston Cougars (NCAA-College-Football). Von 2006 bis 2012 war es die Heimstätte der Houston Dynamo (MLS). Zwischen 1960 und 1964 spielten hier auch die Houston Oilers (AFL).
2006 wurde die Anlage, dank eines Zuschusses von 1,7 Mio. US-Dollar von Houston Dynamo, umgebaut. Trotz dessen planten die Dynamos das Stadion nur als Übergangslösung ein und bestritten im Mai 2012 das erste Spiel im neugebauten BBVA Compass Stadium.
Das Stadion wurde im November 2012 geschlossen und im darauf folgenden Monat abgerissen. Die Houston Cougars sind seit 2014 im neuen TDECU Stadium beheimatet.

## Galerie

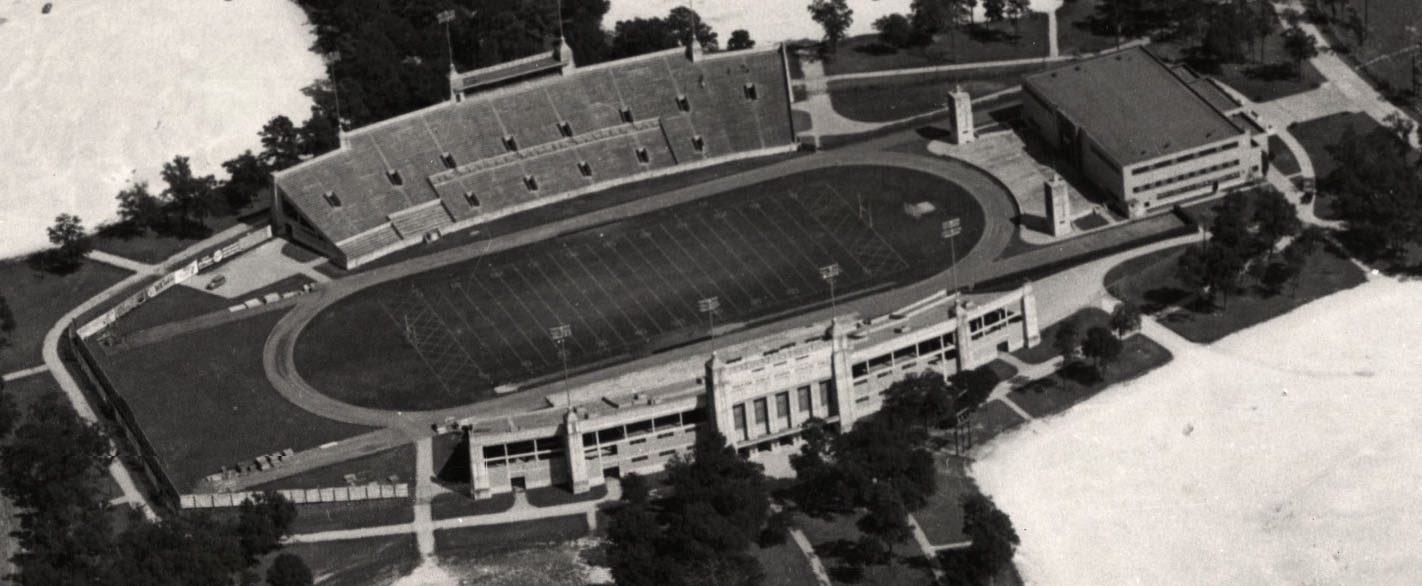
Das damalige Public School Stadium im Jahr 1950
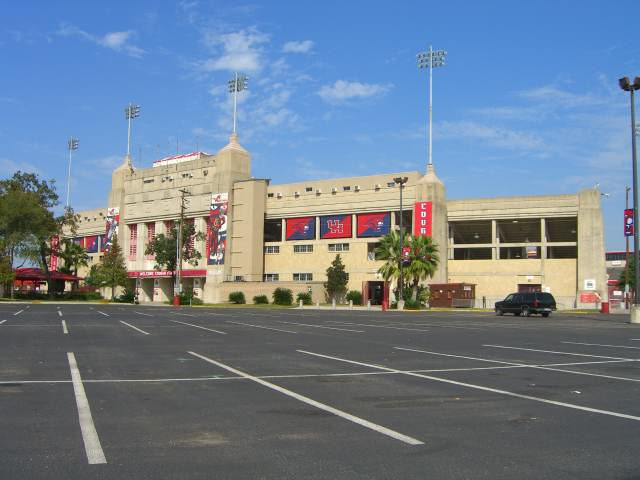
Die Cullen Boulevard Fassade
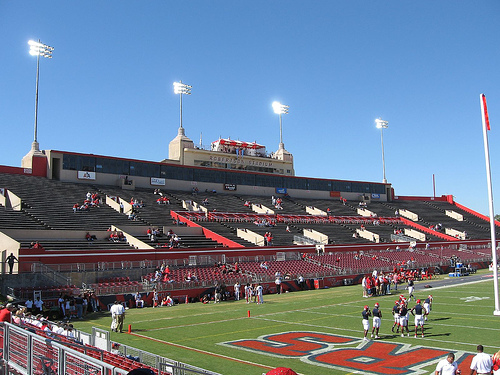
Tribüne im Westen
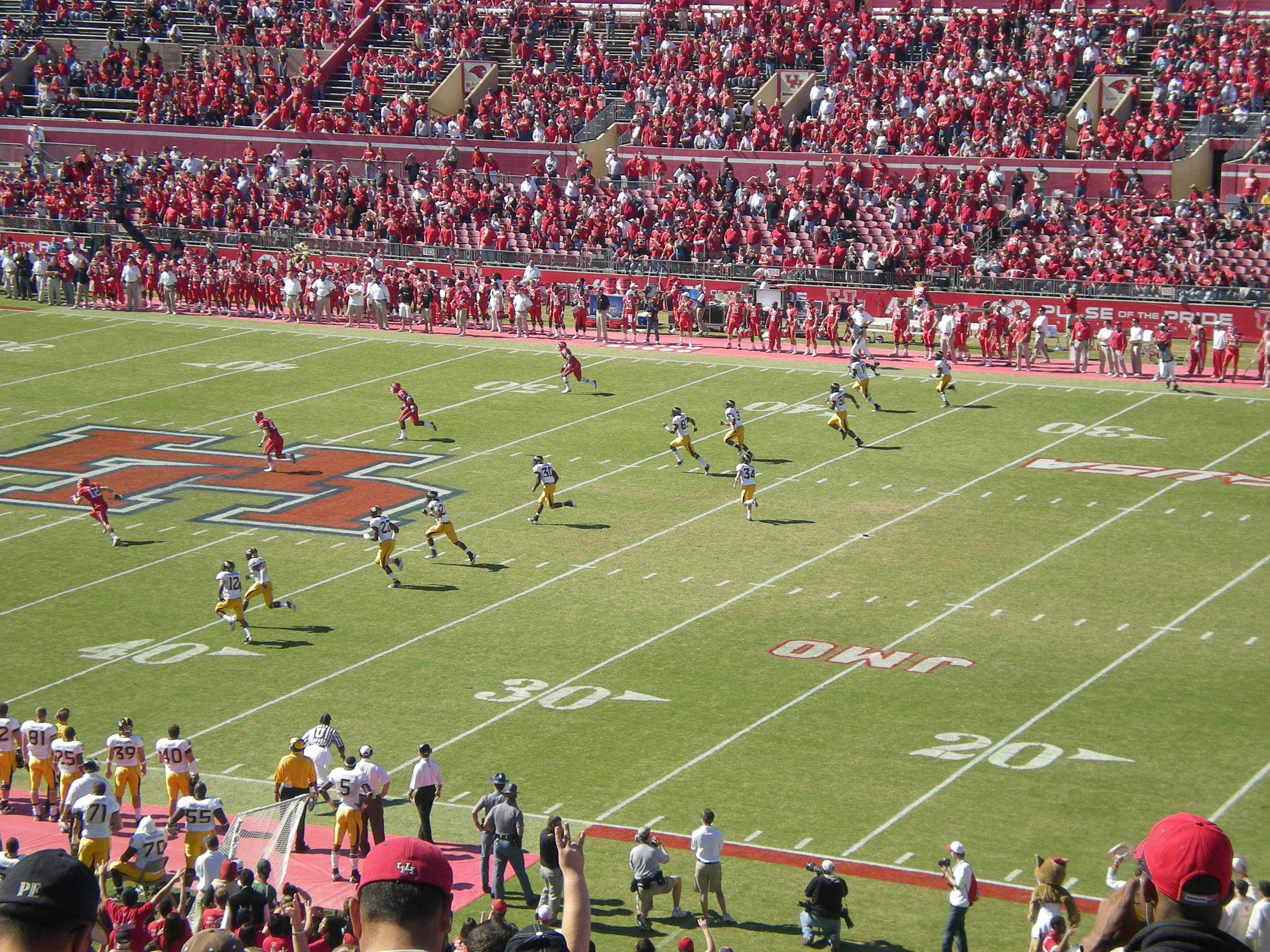
Spiel der Houston Cougars gegen die UCLA Bruins im Oktober 2009
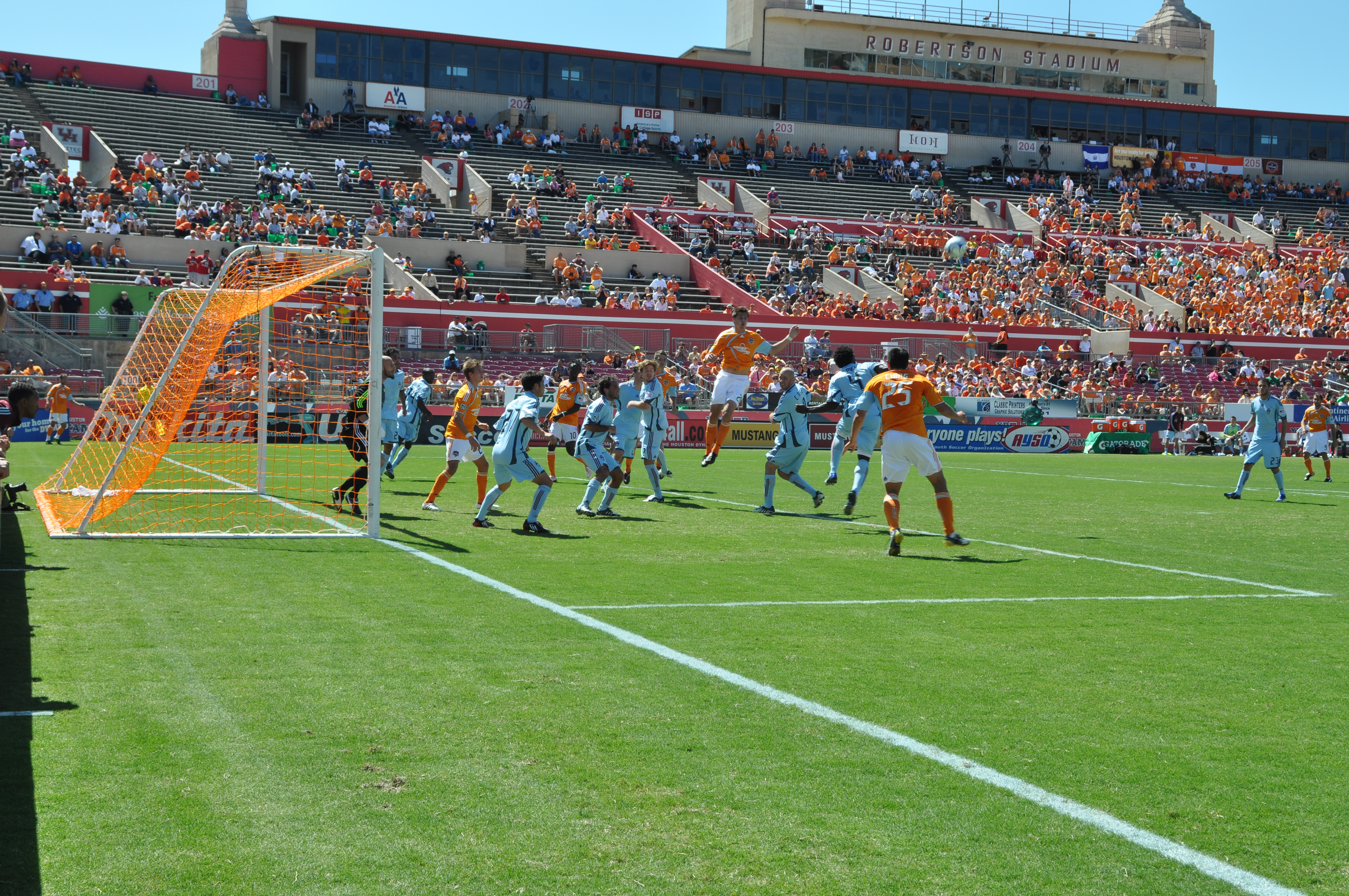
Spiel der Houston Dynamo gegen die Colorado Rapids im April 2009
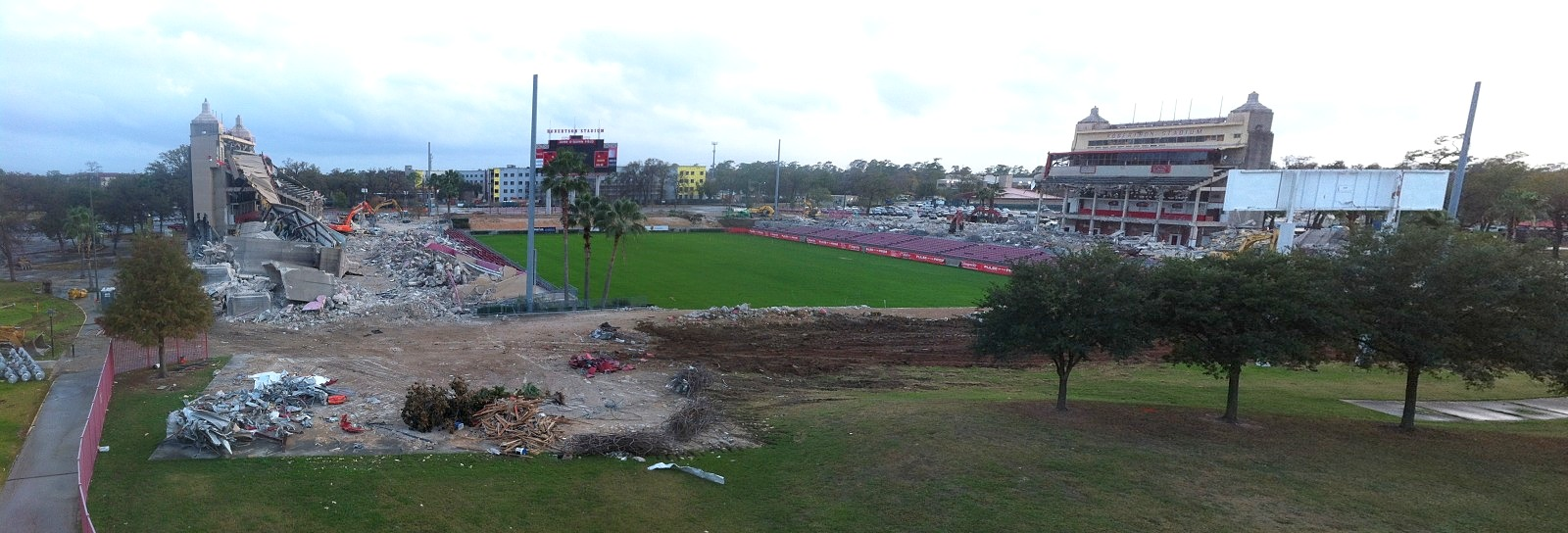
Das Stadion in der Abrissphase